# Прегазина (Тренто)
Прегазина је насеље у Италији у округу Тренто, региону Трентино-Јужни Тирол.
Према процени из 2011. у насељу је живело 54 становника. Насеље се налази на надморској висини од 521 м.